# Chairil Anwar
Chairil Anwar (Medan, 26 de julio de 1922-Yakarta, 28 de abril de 1949) fue un poeta indonesio adscrito a la Generación del 45 y algunas veces al movimiento simbolista. Se estima que Chairil ha compuesto alrededor de 96 trabajos líricos y cerca de 70 poemas en su corta trayectoria. 

## Biografía
Anwar nació y se crio en Medan, Indonesia, como hijo único de Toeloes y Saleha, ambos residentes del distrito Lima Puluh Kota, Sumatra occidental, hasta que su madre, en 1940, decidió mudarse con él a Batavia donde Chairil empezó a entrar en contacto con los círculos literarios locales. En 1942 publicó su primer poema y siguió escribiendo hasta el día de su muerte. Algunos de sus poemas fueron censurados por los japoneses ya que, en aquella época de transición social y política, Japón invadía Indonesia. 
Se casó con Hapsah Wiraredja en agosto de 1946 y tuvo una hija, Evawami Alissa. Sin embargo, el matrimonio no duró mucho y terminó en divorcio en 1948. Aparentemente debido a su agitado horario, se debilitó físicamente y se enfermó con varias enfermedades.  
Su vida despreocupada y libre de ataduras, rebelde y acusado de plagio en alguna de sus obras, Chairil Anwar adoptó un estilo único en sus escrituras en las cuales se aprecia el tema recurrente de la muerte y todo lo relacionado con dicho fenómeno. 

## Controversia y estilo
En 1933, con la aparición de la revista Pudjangga Baru (“El nuevo escritor”), una nueva generación de intelectuales comenzó a evaluar si mantener los valores tradicionales o aceptar conscientemente las normas occidentales en el esfuerzo por establecer una cultura moderna pero genuinamente indonesia . Esta discusión fue interrumpida por la ocupación japonesa de Indonesia en 1942, que eventualmente rompió una generación que todavía estaba estrechamente ligada a la situación colonial de Indonesia. Con la revolución nacionalista indonesia de 1945, pasó a primer plano una nueva generación de jóvenes escritores fervientemente nacionalistas e idealistas que profesaban un humanismo universal. Su inspiración y líder fue Anwar. El clima político cambió radicalmente tras los violentos acontecimientos que rodearon la llegada al poder de Suharto en 1965-66. Se introdujo una estricta censura gubernamental y muchos escritores fueron encarcelados o silenciados. Las continuas restricciones a la libertad de expresión limitaron la actividad literaria durante las décadas siguientes, aunque estas restricciones se suavizaron un poco tras la renuncia de Suharto a la presidencia, en 1998.
Durante la ocupación japonesa de Indonesia y Malaya, esta nueva literatura indonesia se hizo popular también en Malaya. La adopción del bahasa malayo (indonesio) como lengua oficial de Indonesia en 1949 impulsó aún más el desarrollo de la literatura vernácula en ambos países. La nueva tradición se desarrolló tras la independencia, y sus escritores más destacados en Indonesia fueron, en poesía, Chairil Anwar y Sitor Situmorang.
Descrito por sus amigos y conocidos, aunque era alguien sensible a su manera, su arrogancia y poca educación le hacían una persona difícil de comprender o de convivir con ella.
Su estilo está considerado por muchos como atmosférico, cargado de imágenes, símbolos, recursos literarios y, a veces, pesimismo. El tema recurrente en sus obras es la muerte. 
La controversia llegó cuando los críticos literarios lo tacharon de occidentalizado, y de rechazar varios principios que la gente posee en Indonesia y que se consideran clave para la convivencia y la austeridad. Es por su estilo occidental, mezclando pesimismo, existencialismo e individualismo, por lo que es criticado tan fervientemente; sus influencias son básicamente Europeas sobre todo de Holanda (Países Bajos) aunque también adoptó influencias indonesias y japonesas. Aun así, fue criticado porque algunos de sus poemas tienen un sentido bastante personal cosa que dificultaba la lectura de sus escrituras y su estado dentro de la Generación del 45, pero no dejaba de cumplir con los requisitos.
Fue acusado de plagio numerosas veces y se rumorea que eso lo llevó a arder a las llamas tras su muerte o que, incluso, fue la causa de su muerte, aunque no se sabe con certeza, lo que aseguran muchos es que murió por una enfermedad pero que no fue reconocida como una normal, por lo tanto, pudo ser una anomalía. Él contestó ante las reclamaciones por plagio diciendo que no le quedaba otro remedio debido a su falta de dinero.
Era un poeta excéntrico y fue acusado de igual manera de cleptomanía y, otra de sus manías era la de siempre estar enfermo o cansado.
El estudioso holandés de la literatura indonesia, A. Teeuw, lo describió con razón como "el poeta perfecto", por su distintivo patrón de líneas cortas y largas enlazadas, que rompe la tendencia monótona del patrón tradicional de cuatro líneas. Algunos de sus poemas más populares son "Nisan" (Lápida), "Aku" (Yo), "Dimesjid" (En la mezquita), "Diponegoro", "Isa" (Jesús), "Doa" (Oración) y "Cemara Menderai Sampai Jauh" (Los abetos se siembran en la distancia).

## Muerte
Murió el 28 de abril del 1949 en un Hospital CBZ (ahora R.S. Ciptomangunkusomo) por una enfermedad no identificada. Tenía 26 años y fue enterrado en el cementerio Karet Bivak, Yakarta, el 29 de abril. La causa de la muerte era incierta, con algunos indicios de tuberculosis, algunos tifus y otros que sugerían sífilis, muchos esgrimen muchas otras opciones ya que la causa de su muerte sigue siendo en parte desconocida hasta estos días, a pesar de todo. Su aniversario de muerte, el 28 de abril, se celebra como el Día Nacional de la Literatura en Indonesia.